# Cochlespira radiata
Cochlespira radiata là một loài ốc biển, một động vật thân mềm chân bụng sống ở biển trong họ Cochlespiridae.

## Mô tả
Kích thước của vỏ trưởng thành dao động từ 9 mm đến 32 mm.
(Mô tả gốc) Vỏ có nhiều mây không đều với màu nâu nhạt và trắng, hoặc màu nâu nhạt lan tỏa. Protoconch chứa hai đường xoắn, đường xoắn đầu tiên rất nhỏ, tròn, đặt xiên và chìm một phần, làm dấy lên khi kiểm tra thông thường sự nghi ngờ vô căn cứ rằng nó là bên trái. Khối chóp nhọn. Các đường ngoằn ngoèo tiếp theo (chín hoặc mười) trên teleoconch lúc đầu cho thấy một ke ngoại vi hình răng giả sắc nét, sau đó trở nên hình gai nhọn và ít nhiều hướng ra phía sau. Tác phẩm điêu khắc xoắn ốc bao gồm rất nhiều sợi nhỏ được tách ra khá rộng rãi, không phải dạng hạt, nhưng đi qua các đường tăng trưởng khá thô và ít đông đúc hơn gần keel. Carina trên đường lượn thứ mười cho thấy khoảng 26 gai nhọn hình tam giác ngắn, ít nhiều hếch lên; nửa giữa keel và carina là một keel thứ hai được nâng cao, không nhấp nhô hoặc răng giả nhưng cao hơn nhiều so với ở Cochlespira elegans. Phía sau là cái xoang, được thụt vào khoảng 1/8 vòng xoay. Mép là lõm. Tác phẩm điêu khắc ngang bao gồm các đường mọc nổi bật khá thô thường được đánh dấu mạnh mẽ. Khẩu độ hẹp, dài, có khía đối với xoang, ống sipho và carina; Ống xi phông dài, hẹp, khá hở và hơi cong ở đầu. Phần đáy của vỏ có hình dạng phụ và hầu như không tròn. Toàn bộ bề mặt của vỏ có vẻ ngoài bóng bẩy như kẹo lúa mạch.
Các bộ phận mềm của loài này có màu hơi trắng hoặc màu rơm nhạt. Các xúc tu nhỏ, mắt to và đen. Quả nang, mỏng và có màu vàng, giống với quả Drillia. Hai bên bàn chân trơn, mang như bình thường.

## Phân bố
Loài này sinh sống ở Vịnh Mexico, Biển Caribê và Quần đảo Antilles ít hơn.